# Verkehrsgesellschaft der Stadt Velbert
Die Verkehrsgesellschaft der Stadt Velbert mbH (VGV) ist der Verkehrsdienstleister des ÖPNV in Velbert. Die Gesellschaft wurde 1991 gegründet und war ursprünglich nur für die Parkraumbewirtschaftung in Velbert zuständig. Mitte 1996 kam auch der ÖPNV zum Aufgabengebiet hinzu. Im Jahr 1998 trat die VGV dem Verkehrsverbund Rhein-Ruhr (VRR) bei. Die VGV betreibt insgesamt sieben Buslinien, zwei städtische und fünf regionale Linien. Alle regionalen Linien werden in Gemeinschaftskonzessionen betrieben, vier mit der WSW mobil GmbH und eine mit der Ruhrbahn und der Verkehrsgesellschaft Ennepe-Ruhr mbH. Da die VGV selbst nur vier Mitarbeiter beschäftigt, kauft sie sämtliche Fahrleistungen bei Dritt- bzw. bei verbundenen Verkehrsunternehmen ein. Weiterhin betreibt die VGV zwei Parkhäuser und beteiligt sich bei einem weiteren zu 80 %.